# Гней Арий Антонин
Гней Арий Антонин (на латински: Gnaeus Arrius Antoninus; * 31; † 97) e политик, сенатор и поет на Римската империя през 1 век. Той е приятел с Плиний Млади и е дядо на бъдещия император Антонин Пий.

## Биография
Фамилията му Арии произлиза от Нарбонска Галия. Антонин е определен още от император Нерон за суфектконсул за месеците юли до септември. По времето на император Вителий той встъпва в длъжност суфектконсул на 1 юли до 31 август 69 г. заедно с Авъл Марий Целз.
През 81 г. Антонин e проконсул на Азия. През 97 г. е за втори път суфектконсул.
Антонин е женен за Бойония Процила и е баща на Ария Фадила, която се омъжва за Тит Аврелий Фулв (консул 89 г.) и е майка на по-късния император Антонин Пий, който расте при своите баби и дядовци. Ария Фадила се омъжва отново за Публий Юлий Луп (суфектконсул 98 г.). Двамата имат две дъщери Юлия Фадила и Ария Лупула.
Баща е и на Ария Антонина (* 70 г.), която се омъжва за сенатора Луций Юний Цезений Пет (* 65 г.) и става майка на Луций Цезений Антонин (суфектконсул 128 г.).
Антонин е поет на гръцки епиграми и ямби.